# Pokolj u Borovu Selu
Pokolj u Borovu Selu je zločin koji su 2. svibnja 1991. godine počinili pobunjeni hrvatski Srbi. Označava ubojstvo i masakriranje 12 hrvatskih policajaca u Borovu Selu blizu Vukovara u istočnoj Hrvatskoj. 
U noći s 1. na 2. svibnja 1991. godine dvije policijske ophodnje obavljale su izviđanje na cesti Borovo - Dalj, primijetivši srpsku zastavu koja je visila na ulazu u Borovo Selo namjeravali su ju skinuti. Na njih je zapucano iz privatne kuće. Pri obavljanju dužnosti dvojica policajaca ranjena su i zarobili su ih srpski pobunjenici a dvojica su se, ranjeni, vozilom uspjeli izvući. Sljedeći dan je autobus s hrvatskim policajcima stigao osloboditi dvojicu zarobljenih kolega. Dočekani su u zasjedi. Pri tome je ubijeno 12 a ranjeno 23 policajaca.
Ubijeni i masakrirani hrvatski policajaci pripadnici Specijalne jedinice policije Vinkovci: Stipan Bošnjak iz Nuštra (r. 1955.), Antun Grbavac iz Nijemaca (r. 1961.), Josip Culej iz Jarmine (r. 1966.), Mladen Šarić iz Novih Jankovaca (r. 1965.), Zdenko Perica iz Nuštra (r. 1965.), Zoran Grašić iz Otoka (r. 1969.), Ivica Vučić iz Vinkovaca (r. 1961.), Luka Crnković iz Otoka (r. 1970.), Marinko Petrušić iz Tovarnika (r. 1966.), Janko Čović iz Ivankova (r. 1965.), Željko Hrala iz Ivankova (r. 1968.) i Mladen Čatić iz Županje (r. 1971.).
U veljači 2012. godine, sud u Osijeku osudio je Milana Marinkovića za ratni zločin i osuđen na 3 i pol godine zatvora zbog zlostavljanja dvojice zarobljenih hrvatskih policajaca. Četiri ostale osobe (Jovan Jakovljević, Dragan Rakanović, Milenko Mihajlović i Jovica Vučenović) također su optužene, ali žive izvan Hrvatske pa nisu dostupne hrvatskome pravosuđu. U 2014. godini, Marinkoviću je Vrhovni sud Republike Hrvatske smanjio kaznu na tri godine nakon žalbe.

## Vanjske poveznice
- DW-World[neaktivna poveznica]
- Optužnica  Arhivirana inačica izvorne stranice od 6. svibnja 2019. (Wayback Machine), Županijski sud u Osijeku, 10. svibnja 2011., centar-za-mir.hr
- Zlatko Pinter, Pokolj 12 hrvatskih redarstvenika  Arhivirana inačica izvorne stranice od 6. svibnja 2019. (Wayback Machine), hrvatski-fokus.hr, 3. svibnja 2019.